# Aphelonema brevata
Aphelonema brevata är en insektsart som beskrevs av Caldwell 1945. Aphelonema brevata ingår i släktet Aphelonema och familjen Caliscelidae. Inga underarter finns listade i Catalogue of Life.